# Свищево (Спаський район)
Сви́щево (рос. Свищево) — село складі Спаського району Пензенської області, Росія.
Населення — 59 осіб (2010; 70 у 2002).
Національний склад станом на 2002 рік:
- росіяни — 99 %